# Baños de Colina
Los baños termales de Colina son manantiales termales ubicados en el norte de la Región Metropolitana de Santiago utilizados para fines medicinales y turísticos. Fluyen en el río Colina que está inscrito en la parte media de la cuenca del río Maipo.
No se deben confundir con los baños termales del Valle de Colina, ubicados en el cajón del Maipo, al este de la misma cuenca del río Maipo.

## Historia
Recaredo Santos Tornero lo describe en su Chile ilustrado : guía descriptiva del territorio de Chile, de las capitales de Provincia, de los puertos principales de 1872:: 438 
Las aguas termales de Colina se encuentran al Norte de Santiago a inmediaciones que conducen a la cuesta de Chacabuco, distante 31 quilómetros de la capital. Los tres manantiales que lo forman nacen del seno de las rocas porfíricas de aquellos cerros, pues están situados en una ensenada de cordones andinos, i a 900 metros sobre el nivel del mar. La composicion de estas aguas es mui semejante a las de Apoquindo, pero no tienen iodo ni ácido fosfórico. Contienen en mui pequeña cantidad cloruros de sodio i de magnesio, sulfatos de sosa i de cal, carbonato de cal, fierro, aluminai sílice. Son de una temperatura mucho mas elevada que las de Apoquindo, i por eso se preconizan mucho mas que estas para las afecciones reumáticas, neuraljías, parálisis, cólicos espasmódicos, i en la convalescencia de las enfermedades que han alterado las funciones del aparato dijestivo. Se usan al interior para activar la dijestion en las personas débiles o estenuadas, o en las sujetas a dolores nerviosos del estómago. Como estas aguas obran activando casi todas las funciones, se comprende facilmente los casos en que su uso está contraindicado. Los enfermos, jeneralmente permanecen en estos baños nueve dias, pero podrian obtener mejor éxito prolongando este tiempo. Encuentran en ellos un buen hotel mui bien servido i precios de la capital, habitaciones limpias i espaciosas, i todas las demas comodidades que se quieran exijir. -Los baños son gratuitos.
Francisco Solano Asta-Buruaga y Cienfuegos escribe sobre el lugar en su Diccionario Geográfico de la República de Chile de 1899:
Colina (Baños de).-—Aguas termales situadas en el departamento de Santiago por los 33° 11' Lat. y 70º 36' Lon. á unos 35 kilómetros al N. de la ciudad de Santiago y nueve hacia el E. de la aldea de que toman el nombre: hánse llamado también de Peldehue por el fundo en cuyos términos se comprenden. Brotan sus aguas hacia la cabecera de una quebrada estrecha de las últimas faldas de los Andes, inmediatas á los arranques australes del cerro Colocalán, á una altitud de 909 metros y con una temperatura de 30° á 32° del centígrado; pero parece que esta temperatura ha sido más elevada, según la que señalaba en fines del siglo pasado el naturalista Molina. Contienen en disolución cloruros de sodio y de magnesia y sulfatos de soda y cal, las cuales se aplican especial mente á baños; existiendo además otra fuente de más baja temperatura y con menores proporciones de esos elementos, llamada agua de Grajales, por el apellido de un médico español, que la acreditó en 1813 como bebida higiénica. Aunque conocidas estas aguas antes de 1795, no principiaron á ser visitadas con regularidad, sino desde ese tiempo en que los Padres del convento de Peldehue despejaron el sitio de donde manan y arreglaron el indispensable alojamiento para bañistas. Hoy presentan las convenientes comodidades para éstos y son bastante concurridas. Se comunican con la estación de Colina por una regular carretera.